# 11950 Morellet
11950 Morellet è un asteroide della fascia principale. Scoperto nel 1993, presenta un'orbita caratterizzata da un semiasse maggiore pari a 3,2022384 UA e da un'eccentricità di 0,1492251, inclinata di 1,93888° rispetto all'eclittica.